# باشگاه فوتبال ردبریج
باشگاه فوتبال ردبریج (به انگلیسی: Redbridge Football Club) یک باشگاه فوتبال در شهر لندن بورو اف ردبریج، کشور انگلستان است که در سال ۱۹۵۹ میلادی تأسیس شده‌است.